# Stefan Tabacznik

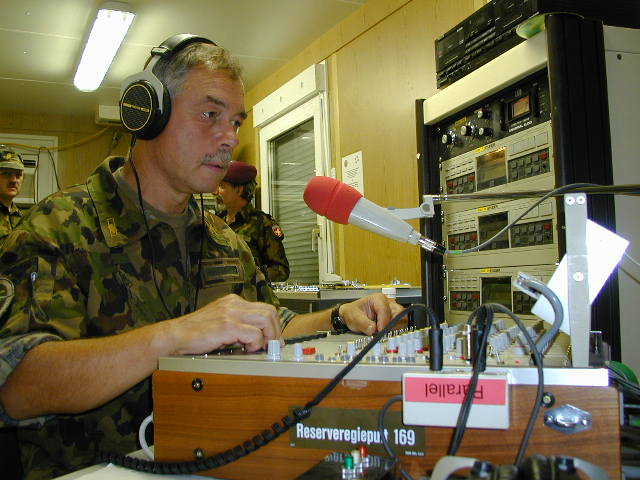
Stefan Tabacznik im Studio von „KFOR Radio Casablanca“. (2020)

Stefan Tabacznik (* 5. September 1948 in Winterthur) ist ein Schweizer Radio- und TV-Moderator, Journalist, Publizist und Koch.

## Leben
Stefan Tabaczniks Vater Jakob Tabacznik, dipl. Arch. ETH / SIA stammt aus Włocławek, Polen, wo Stefans Grossvater Ludwik eine Fayence-Fabrik hatte. Jakob Tabacznik kam als Sapeur- oder modern Genie-Offizier der 2. polnischen Schützendivision der französischen Armee  im Zweiten Weltkrieg in die Schweiz. Er prägte mit seinen Gebäuden das Stadtbild von Winterthur mit. 1956 wurde er mit seiner Familie Bürger von Winterthur. Mutter Margrit-Tabacznik-Meier, dipl. Apothekerin (ETH Zürich), stammt aus Winterthur.
Stefan Tabacznik studierte an der Universität Zürich Soziologie und Publizistik, in Genf, Boston und Paris Internationale Beziehungen (licence ès sciences politiques mention internationale), und in Basel und Brügge Europäische Integration (Master of Advanced European Sciences MAES). Seine Masterarbeit trug den Titel Auf dem Weg zu einer neuen europäischen Sicherheitsarchitektur, in der Tabacznik das Fehlen von sinnvollen Beziehungen zwischen der EU und Russland bemängelte. Während seines Publizistikstudiums in Zürich machte er verschiedene Praktika in Hamburg, bei Zeit, Spiegel, Stern und St. Pauli Nachrichten. Sein Mentor war damals Helmut Rosenberg.
Schon als junger Gymnasiast kam Tabacznik zum Journalismus. 1967 berichtete er aus Israel über den Sechstagekrieg (er war zufällig vor Ort). Konflikte und Krisen wurden zu seinem Arbeitsschwerpunkt. Er war als Journalist im Libanonkrieg, im Irakkrieg, in den Balkankriegen in Bosnien und im Kosovo und er war während Terroranschläge am 11. September 2001 in New York.
Stefan Tabacznik ist Journalist BR (Schweizerisches Berufsregister). Er arbeitete für die Zeitungen Arbeiter-Zeitung, Volksrecht, Tages-Anzeiger, Basler Zeitung und Badener Tagblatt. Für den Badener-Tagblatt-Verleger Otto Wanner gründete er 1972 in Dietikon die LiZ Limmat-Zeitung. Diese fusionierte 1987 mit dem Limmattaler Tagblatt, das vom Badener Tagblatt übernommen wurde. Für die LiZ Limmat-Zeitung berichtete Tabacznik über das Münchner Olympia-Attentat 1972.
Stefan Tabacznik arbeitete auch für die amerikanische Nachrichtenagentur Associated Press AP Schweiz 1982 und sass kurz in deren Beirat.
Als Sonderkorrespondent berichtete Tabacznik unter anderen aus Jerusalem, Warschau, Paris, Washington und New York. Er spricht fliessend Deutsch, Französisch, Italienisch, Englisch und etwas Spanisch und Polnisch.
In der Schweiz war Tabacznik erster Inlandkorrespondent des Schweizer Fernsehens in Basel. In diese Zeit fiel etwa die Berichterstattung über den Grossbrand von Schweizerhalle 1986. Er tauchte damals für die Schweizer Tagesschau im verseuchten Rhein und filmte. Dies war nur nach speziellen medizinischen Kontrollen möglich und weil er auch über 4000 Tauchgänge als PADI Master-Instructor nachweisen konnte.
Während über 40 Jahren arbeitete Tabacznik für das Schweizer Radio und Fernsehen. Er moderierte Sendungen wie die «Tagesschau» und am Radio «Rendez-Vous am Mittag», «Regionaljournal Zürich» und den «Nachtclub». Beim «Regionaljournal Zürich» moderierte er die Erstsendung am 23. November 1978. Er war bei der Entwicklung von Radio SRF 3 dabei und leitete 1981 und 1982 erste Versuchssendungen von DRS 3 und Couleur 3 an der Fera. (Schweizerische Radio- und Fernsehausstellung in Zürich). Als Reporter gestaltete Stefan Tabacznik über 4000 Beiträge. Im Schweizerischen Bundesarchiv finden sich über 3300 Einträge von und über Stefan Tabacznik.
In einem Sabbatical war Stefan Tabacznik während sechs Monaten bei CNN im Hauptquartier von Atlanta, Georgia, zu Gast. Für CNN International verantwortete er diverse Beiträge.
Bei der Schweizer Armee war Stefan Tabacznik Kommandant der mobilen Radio-Kompagnie im Informationsregiment  1. Nach seinen Erfahrungen als Korrespondent im Kosovokrieg 1999 entsandte ihn die Schweizer Armee (Swissint Swiss Army International Command) im Rahmen der Swisscoy für 14 Monate in den Kosovo. Dort war er 1999/2000 als Presseoffizier für NATO und KFOR (Kosovo Force) im Einsatz. Dank seiner Beziehungen zum Info Regiment 1 der Schweizer Armee gründete und leitete er den einzigen Schweizer Soldatensender im Ausland: KFOR Radio Casablanca. Das Programm bestand aus Eigenproduktionen, Rebroadcasting von Schweizer Radio Sendern der SRG und einer Zusammenarbeit mit Radio Andernach, dem ständigen deutschen Truppenradio. KFOR Radio Casablanca hatte eine grosse Bedeutung für den südlichen Kosovo, da es nach dem Krieg 2000 kaum Informationsquellen für die Bevölkerung gab. Der Sender deckte praktisch den ganzen Bereich der Multinationalen Brigade Süd MNB-S der KFOR ab.
Nach der Pensionierung 2013 beim Schweizer Fernsehen (SRG/SSR Schweizerische Radio und Fernsehgesellschaft) bildete sich Tabacznik zum Koch aus. Er machte den Lehrabschluss als Koch und diverse Diplome (diplomierter Rôtisseur und Saucier, diplomierter Pâtissier, diplomierter Gardemanger, diplomierter Entremetier u. a.) an der Fachhochschule WIFI in Innsbruck. So ist Stefan Tabacznik der älteste Diplom-Fleischsommelier der Schweiz. Er ist Präsidiumsmitglied im «Internationalen Club der Diplom-Fleischsommeliers» und geprüfter AMA-Grilltrainer. Gleichzeitig absolvierte er Praktika bei verschiedenen Schweizer Sterneköchen mit GaultMillau Punkten zwischen 17 und 19. (André Jaeger, Othmar Schlegel, Wolfgang und Christian Kuchler, Seppi und Roger Kalberer etc.). Er gründete 2015 das Catering- und Störkoch-Unternehmen «cooking&beyond».